# Финал на Шампионската лига 2019
Финалът на Шампионската лига 2019 е футболен мач, който се проведе в събота, 1 юни 2019 между английските ФК Тотнъм Хотспър и ФК Ливърпул на стадион Уанда Метрополитано в Мадрид, Испания. Мачът се провежда за да определи победителя на сезон 2018/19 в Шампионската лига, най-силния европейски клубен турнир. Преди този мач Ливърпул са печелили титлата 5 пъти, докато Тотнъм ще играе първия си финал.
Стадионът, Уанда Метрополитано, домакинства първия си финал в турнира. Тотнъм отстраняват Борусия Дортмунд, Манчестър Сити и Аякс, а Ливърпул побеждават Байерн Мюнхен, Порто и Барселона по пътя към финала.
За първи път на финал в турнира беше използвана системата за видеоповторения (VAR).  Победителят ще участва в мача за Суперкупата на Европа.
Ливърпул печели мача с 2:0 и става шампион на Европа за 6-и път.

## Детайли
| 1 юни 2019 г. 22:00 |

| Тотнъм Хотспър | 0:2    | Ливърпул                |
| -------------- | ------ | ----------------------- |
|                | Доклад | Салах 2' (д.) Ориги 88' |

| Уанда Метрополитано, Мадрид 63 272 зрители Съдия: Дамир Скомина |